# 萬壽彎貝介
萬壽彎貝介（学名：Loxoconcha viva）为彎貝介科彎貝介屬下的一个种。